# Еріх Левенгардт
Еріх Левенгардт (нім. Erich Loewenhardt; 7 квітня 1897, Бреслау — 10 серпня 1918) — німецький льотчик-ас, оберлейтенант Прусської армії. Кавалер ордена Pour le Mérite.

## Біографія
Син лікаря. Левенгардт навчався в кадетському училищі в Ліхтерфельсі, і, коли спалахнула Перша світова війна, у 17-річному віці був призначений до піхотного полку № 171. Почавши війну на Східному фронті, Еріх отримав 2 жовтня 1914 року офіцерське звання, але незабаром був поранений. Повернувшись зі шпиталю, Левенгардт прибув до своєї частини, яка тим часом вела бої в Карпатських горах. Потім його перевели в Альпійський корпус.
Левенгардт домігся переведення в авіацію як спостерігач, пізніше закінчив підготовку на пілота й у 1916 році був визначений у 265-й льотний дивізіон, потім пройшов підготовку на льотчика-винищувача й у березні 1917 року направлений у 10-ту винищувальну ескадрилью.
Восени 1917 року життя Левенгардта двічі могло перерватися — спочатку 20 вересня о 11:10, коли його легко поранили і пішли на вимушену посадку біля Рулера. Другий випадок стався 6 листопада о 08:30, коли в літака в бою зірвало нижнє крило, і льотчик дивом зумів посадити пошкоджену машину біля Вінкель-Сент-Елуа.
Коли його бойовий рахунок досяг 15 перемог, Левенгардта рекомендували на посаду командира своєї ескадрильї, яку він обійняв 1 квітня 1918 року, за тиждень до свого 21-го дня народження. У цей час Еріх Левенгардт і Ернст Удет були найрезультативнішими пілотами 1-ї винищувальної ескадри — «Літаючого цирку Ріхтгофена». З 19 червня по 6 липня Левенгардт виконував обов'язки командувача ескадри. 8 серпня розпочався генеральний наступ Антанти, і ескадру кинули на боротьбу з Королівськими ВПС Великобританії. Цього дня Левенгардт збив 3 літаки, один із них став його 50-ю жертвою, а сам він — другим із трьох німецьких льотчиків Першої світової, які збили понад 50 літаків супротивника.
10 серпня німецький ас збив SE 5а з 56-ї ескадрильї (54-та перемога), але зіткнувся з лейтенантом Альфредом Венцем, молодим льотчиком з 11-ї винищувальної ескадрильї. Обидва пілоти вистрибнули з парашутом, але парашут Левенгардта не відкрився і о 12:15 він розбився.

## Нагороди
- Залізний хрест
  - 2-го класу (30 жовтня 1914)
  - 1-го класу (травень 1915) — за порятунок п'яти поранених солдатів.
- Нагрудний знак військового пілота (Пруссія)
- Хрест «За військові заслуги» (Австро-Угорщина) 2-го класу з військовою відзнакою
- Королівський орден дому Гогенцоллернів, лицарський хрест з мечами (11 травня 1918)
- Pour le Mérite (30 травня 1918)